# Chuck Peddle
Chuck Peddle   (Bangor, 25 de novembre de 1937 - Santa Cruz, 15 de desembre de 2019), va ser un enginyer electrònic estatunidenc. Es va fer conegut com el principal projectista del microprocessador MOS Technology 6502, del microordinador KIM-1 i el seu successor, l'ordinador domèstic Commodore PET, ambdós basats en el 6502.

## Biografia
Educat en una família originària de Terranova, Chuck Peddle aconsegueix l'any 1960 el seu diploma d'enginyer en electrònica a la Universitat de Maine, on s'apassiona per a la teoria de la informació i l'aritmètica binària.
Contractat per General Electric l'any 1961, participa en el desenvolupament d'un ordinador central a temps compartit i concep una caixa gravadora electrònica. La societat decideix l'any 1970 abandonar la seva activitat informàtica i paga a Chuck Peddle i als seus col·legues les indemnitzacions que els serviran per crear la seva pròpia empresa de productes electrònics. Però l'aventura dura poc i Peddle és contactat per Texas Instruments i després, l'any 1973 per Motorola.

## De Motorola a MOS
Participa en el desenvolupament del microprocessador Motorola 6800, que llavors es venia per 300 dòlars. Conscient dels límits d'aquest producte i del seu preu massa elevat, decideix finalment, l'any 1975, abandonar la societat amb altres col·legues per desenvolupar un nou microprocessador amb un preu de venda de 25 dòlars. L'equip s'associa amb Allen-Bradley, fundador de Texas Instruments, la filial del qual MOS Technology (MOS és l'acrònim de Metal Oxide Semiconductor) havia fabricat el primer processador per al joc Pong d'Atari.
Peddle posa llavors a punt mètodes de fabricació originals que permeten sobretot reduir la taxa de components defectuosos. La primera sèrie dels processadors MOS Technology 6501 van sortir el 1975, a un preu de 25 dòlars la unitat. Sacsejada, Motorola denuncia a la justícia MOS per violació de les patents del 6800. Allen-Bradley decideix llavors abandonar, deixant l'equip d'enginyers dirigit per Peddle al cap de l'empresa.
El setembre del 1975, Peddle presenta el MOS Technology 6502 que tindrà un èxit fenomenal pel seu baix preu i les seves prestacions. És adoptat per les consoles de vídeojoc Atari 2600, després per Nintendo Entertainment System, per a la gamma dels Apple II, en diversos models de Commodore, com el PET i el CBM, en l'Atom i el BBC Micro de Acorn, els Oric 1 i Atmos, etc. Diversos proveïdors compren els drets per utilitzar la tecnologia MOS.

## A Commodore
Fascinat per l'arribada dels primers microordinadors, Chuck Peddle concep l'any 1976 una placa mare anomenada KIM-1 equipada en el processador 6502, compra un manual que descriu com construir un televisor si mateix i fabrica, en una caixa de fusta, un aparell que serà el primer prototip del Commodore PET. Prova debades de vendre el seu concepte a RadioShack, a continuació es posa en contacte amb Commodore que, víctima de la guerra de preus per les calculadores, volia diversificar la seva activitat. Jack Tramiel, president-director general de Commodore, decideix llavors tornar a comprar MOS Technology. Després d'haver considerat tornar a comprar Apple, dona llum verda a Peddle per a la fabricació del Commodore PET. El treball de Peddle servirà de referència per a tots els altres microordinadors produïts per Commodore. Desenvolupa un llenguatge màquina específic i negocia amb Bill Gates, que acaba de crear Microsoft, un contracte per adaptar MS-BASIC als ordinadors de Commodore.
Al final dels anys 1970, Peddle abandona Commodore, torna un temps a Apple, abans de quedar definitivament lliure l'any 1980. Amb les seves stock-options, crea la societat Sirius Systems Technology, que es llança a la fabricació d'ordinadors. El seu producte estrella és el Sirius S1 .Encausat per violació de patents, Sirius és condemnat a pagar indemnitzacions a Commodore. Peddle ha de tornar les seves stock-options. Sirius torna a comprar l'any 1982 el seu distribuïdor americà Victor Business Systems, adoptant llavors el nom de Victor Tecnologies El Sirius S1 esdevé Victor 9000. La sortida de l'IBM PC i la seva emergència com un estàndard del mercat margina el Sirius S1, malgrat la seva superioritat tècnica. La competència dels ordinadors compatibles amb l'IBM Personal Computer porta l'empresa a la fallida a finals de 1984. És llavors tornada a comprar pel grup suec Datatronics.
L'any 1985, Peddle entra a Tandon, fabricant de discos durs, i el converteix en fabricant d'ordinadors. Després d'aquesta data, és nomenat director de la tecnologia de Celetron, a continuació es jubila per portar una vida de gran viatger entre Nevada, Sri Lanka i l'Índia.